# Weißkugel
Weißkugel ( [ˈvaɪ̯sˌkuːɡl̩] ?) er det næsthøjeste bjerg i Ötztal Alperne i Østrig efter Wildspitze. Dermed er bjerget det tredjehøjeste i landet efter Großglockner. Bjerget er 3.739 meter højt og præget af flere gletsjere. Den er beliggende i bjergkammen Weißkamm, der danner grænsen mellem Italien og Østrig.
Allerede i 1850 forsøgte østrigske embedsmænd at bestige Weißkugel for at foretage opmålinger. Men først den 30. september 1861 lykkedes det wieneren Joseph Anton Specht at bestige bjerget fra sydsiden. I denne ekspedition deltog også Leander Klotz, der var den første bestiger af Wildspitze.
Wießkugel har på grund af den centrale beliggenhed en god udsigt over Alperne. Herfra kan man i klart vejr se bl.a. Berner Alperne, Glarner Alperne, Rätische Alper, Ortler Alperne. Dolomitterne og Großglockner.
46°47′52″N 10°43′34″Ø / 46.7978°N 10.7261°Ø